# ROH Top of the Class Trophy
Il ROH Top of the Class Trophy è stato un trofeo che veniva assegnato agli studenti della "ROH Academy" di proprietà della Ring of Honor.

## Albo d'oro
| Lottatore       | Regni | Data             | Luogo        | Note                                                                 |
| --------------- | ----- | ---------------- | ------------ | -------------------------------------------------------------------- |
| Davey Andrews   | 1     | 4 novembre 2005  | Detroit      | Sconfisse Derrick Dempsey e Shane Hagadorn in un triple treath match |
| Vacante         |       | 17 dicembre 2005 |              | Ricky Reyes distrusse il trofeo.                                     |
| Derrick Dempsey | 1     | 14 gennaio 2006  | Filadelfia   |                                                                      |
| Shane Hagadorn  | 1     | 3 giugno 2006    | East Windsor |                                                                      |
| Pelle Primeau   | 1     | 14 aprile 2007   | Edison       |                                                                      |
| Mitch Franklin  | 1     | 24 agosto 2007   | Hartford     |                                                                      |
| Ernie Osiris    | 1     | 2 novembre 2007  | Philadelphia |                                                                      |
| Rhett Titus     | 1     | 7 giugno 2008    |              |                                                                      |